# 杨桂生
杨桂生（1963年—），安徽潜山人，汉族，中华人民共和国政治人物、第十二届全国人民代表大会安徽地区代表。
毕业于中国科学院化学所高分子化学与物理专业，加入中国共产党。2013年，被选为全国人大代表。